# 泛醇
泛醇（英語：或）是泛酸（维生素B5）的还原形式，分子式C9H19NO4，属于维生素原，可看作2,4-二羟基-3,3-二甲基丁酸与3-氨基-1-丙醇形成的酰胺。